# Maruša Černjul
Maruša Černjul (Celje, 30 giugno 1992) è un'altista slovena.
Cinque volte campionessa nazionale di disciplina (2009, 2011, 2015, 2016 e 2019), Černjul ha rappresentato il proprio paese ai Giochi olimpici di Rio de Janeiro 2016.

## Palmarès
| Anno | Manifestazione    | Sede           | Evento        | Risultato | Prestazione | Note                          |
| ---- | ----------------- | -------------- | ------------- | --------- | ----------- | ----------------------------- |
| 2009 | Mondiali allievi  | Bressanone     | Salto in alto | 22ª (q)   | 1,70 m      |                               |
| 2010 | Mondiali juniores | Moncton        | Salto in alto | 14ª (q)   | 1,78 m      |                               |
| 2011 | Europei juniores  | Tallinn        | Salto in alto | 13ª (q)   | 1,80 m      |                               |
| 2016 | Europei           | Amsterdam      | Salto in alto | 9ª        | 1,89 m      |                               |
| 2016 | Giochi olimpici   | Rio de Janeiro | Salto in alto | 21ª (q)   | 1,92 m      |                               |
| 2017 | Europei indoor    | Belgrado       | Salto in alto | 9ª (q)    | 1,86 m      |                               |
| 2017 | Mondiali          | Londra         | Salto in alto | 13ª (q)   | 1,89 m      |                               |
| 2017 | Balcanici indoor  | Belgrado       | Salto in alto | Oro       | 1,86 m      |                               |
| 2019 | Europei indoor    | Glasgow        | Salto in alto | 10ª       | 1,91 m      | Miglior prestazione personale |
| 2019 | Mondiali          | Doha           | Salto in alto | 16ª (q)   | 1,90 m      |                               |

## Altre competizioni internazionali
2017
- Oro nella Second League degli Europei a squadre ( Tel Aviv), salto in alto - 1,88 m

2019
- Bronzo nella Second League degli Europei a squadre ( Varaždin), salto in alto - 1,90 m